# Catasetum viridiflavum
Catasetum viridiflavum es una especie de orquídea epifita originaria de Sudamérica.

## Descripción
Es una orquídea epifita de gran tamaño,que prefiere el clima fresco. Tiene pseudobulbos un poco comprimidos fusiformes, agrupados que están completamente envueltos por vainas de las hojas basales como de papel, las hojas linear-lanceoladas y plegadas. Florece en el verano con muchas flores en una inflorescencia de 33 cm]de largo, racemosa. Esta especie se encuentra a menudo en convivencia con las hormigas y de hecho puede beneficiarse de su presencia.

## Distribución
Se encuentra en las elevaciones más bajas de Panamá, Colombia, Ecuador y Perú.

## Taxonomía
Catasetum viridiflavum fue descrito por William Jackson Hooker y publicado en Botanical Magazine 69: t. 4017. 1843.
Etimología
Ver: Catasetum
viridiflavum: epíteto latino que significa "con flores verdes".
Sinonimia
- Catasetum serratum Lindl. (1847)[4]